# 中央人民广播电台老年之声
老年之声为中央人民广播电台开播的第十套节目，主打老年服务类节目，全天22小时播音（4:25-次日凌晨2:05，2014年前每天3:55-次日凌晨1:35），使用调频104.4兆赫、中波1053千赫对北京广播，也通过中国之声的调频数字广播覆盖全中国，星期二14:05-16:55检修。此频率前身为服务2008年夏季奥林匹克运动会而开播的中央人民广播电台奥运之声，开播于2008年8月4日。奥运会结束后于2009年1月1日改名为中央人民广播电台老年之声重新开播。

## 历史
- 2008年8月4日清晨3:55分起，为迎接即将开幕的北京奥运会，该频率前身“中央人民广播电台奥运之声”通过中波1053千赫在北京地区开播，作为中央人民广播电台奥运报道期间的重要阵地之一，该频率每天播音21小时40分钟(3:55-次日凌晨1:45)，除对开闭幕式等重大活动和重要赛事进行直播外，亦播出《放歌奥运》（该节目早在2007年底中国之声开始24小时播音后在中国之声播放）、《北京欢迎你》等系列奥运专题，全景式报道北京奥运会。“奥运之声”还将充分发挥奥运广播报道联盟和全球华语广播网的作用，每天与多家奥运广播联盟台联合制作、播出不同地区运动员比赛情况，每天与华语广播协作网机构连线报道所在国、所在地区运动员情况[1]。2008年8月25日-2008年12月31日该频率暂停播音。
- 2009年1月1日清晨3:55分起，该频率重新开始播音并更名为“中央人民广播电台老年之声”。
- 2017年5月17日至6月30日，由于发射台检修，老年之声的中波频率（1053kHz）暂停播出；在此期间，老年之声使用短波9620kHz（每天4:25-7:00、21:00-2:05）、17875kHz（每天7:00-21:00）进行播出。

## 节目时间表
| 4:30  | 养生音乐馆                                         |
| 6:00  | 健康之家                                           |
| 7:00  | 乐享时光                                           |
| 8:00  | 笑口常开                                           |
| 9:00  | 听书                                               |
| 10:00 | 养生音乐馆（注:10:00报时后播出《第九套广播体操》） |
| 11:00 | 评书开讲                                           |
| ----- | -------------------------------------------------- |
| 12:00 | 戏曲舞台                                           |
| 13:00 | 文史精品荐赏                                       |
| 14:00 | 养生音乐馆                                         |
| 15:00 | 重播听书                                           |
| 16:00 | 重播健康之家                                       |
| 17:00 | 重播乐享时光                                       |
| 18:00 | 重播笑口常开                                       |
| 19:00 | 养生音乐馆                                         |
| 20:00 | 重播戏曲舞台                                       |
| 21:00 | 重播健康之家                                       |
| 22:00 | 重播评书开讲                                       |
| 23:00 | 伴你入眠                                           |